# Budapest–Kecskemét-vasútvonal
A MÁV 142. számú Budapest–Kecskemét-vasútvonala egyvágányú és nem villamosított, állomásközi közlekedésre berendezett vasúti mellékvonal. Kezdőpontja Kőbánya-Kispest. A vonatok Budapest-Nyugati pályaudvar és Kőbánya-Kispest között a 100-as vasútvonalon közlekednek. Személyforgalom szempontból két részre oszlik, a Budapest–Lajosmizse szakasz  a budapesti agglomeráció hivatásforgalmát, míg a Lajosmizse–Kecskemét szakasz inkább az észak-kiskunsági tanyavilág és Kecskemét környéki kisebb települések forgalmát szolgálja. Hossza 98 km. A Budapest–Esztergom-vasútvonal villamosítása után az egyetlen olyan budapesti elővárosi vonal, amelyik nem villamosított.

## Története
A mai 142-es vasútvonal két részletben épült. 1889. július 8-án nyílt meg a Budapest-Lajosmizsei vonal, amelyet a Budapest-Lajosmizsei HÉV épített. A forgalmat - a korabeli helyiérdekű vasutakra jellemző módon - a MÁV bonyolította le a kezdetektől fogva. Ennek a vonalnak meghosszabbításaként nyílt meg 1905. február 6-án a 20,5 km-es Lajosmizse-Kecskemét, illetve a belőle leágazó 9 km hosszú Kisnyír–Kerekegyháza-vasútvonal (a mai Hetényegyháza állomás neve Kisnyír volt). A vonalakat a Kecskemét-Lajosmizse-Kerekegyháza HÉV építette. A két HÉV társaság 1908-ban egyesült Budapest-Tiszai HÉV néven.  Ezeken a vonalakon az eredeti pálya a helyiérdekű szabvány szerint 9 méter hosszú "i" sínekből (23,6 kg/m) épült kavicságyazattal. 1937-ben az ágyazatot zúzottkőre, a síneket új, 24 méter hosszú "c" sínekre cserélték Kecskemét-Lajosmizse között az aljak talpfák maradtak. A Hetényegyháza-Kerekegyháza vonal nem épült át, eredeti állapotában szűnt meg 1975. január elsejével.

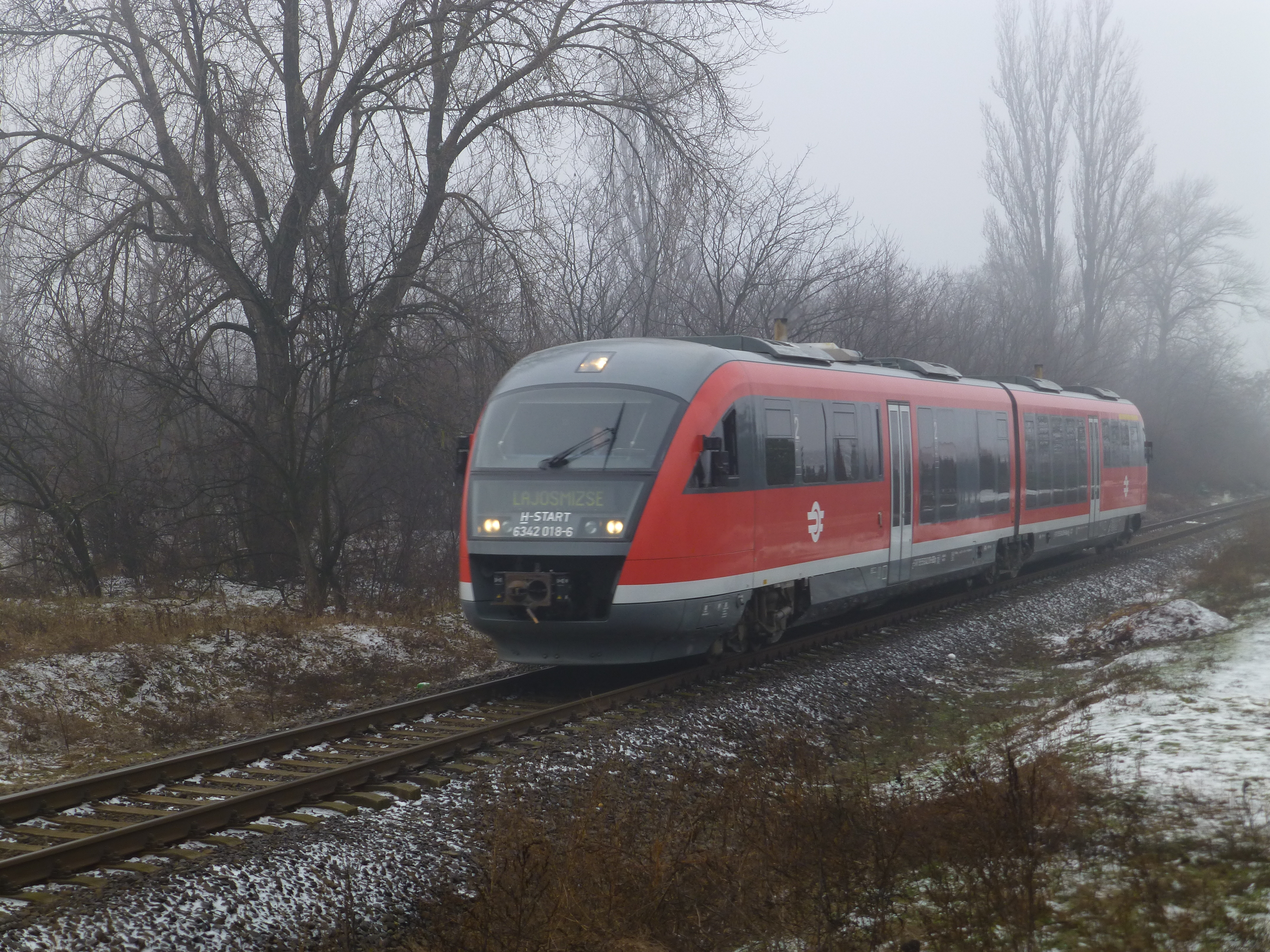
Siemens Desiro Hernádnál 2012-ben

1974 végére elkészült a Kecskemét és Kecskemét-Alsó állomások között az 5-ös főút Kiskunfélegyházai úti felüljárója. Ennek megnyitásával vált megszüntethetővé a Kecskemét-Alsó vasútállomás melletti szintbeli útkereszteződés. Az új felüljáró volt a vonal első ilyen jellegű műtárgya. Lajosmizse és Kecskemét között is számos útátjárót számoltak fel az 1970-es években, ezek közül a legjelentősebb a Kecskemét-Hetényegyháza közút átjáróinak kiváltása, amelyet az út áthelyezésével oldattak meg.
Az 1980-as években a szórványos fejlesztések folytatódtak. 1982 nyarán készült el a Dabas vasútállomásról a gabonasilókhoz (Fehér Akác MgTSZ és Gabonaforgalmi és Malomipari Szolgáltató Vállalat) vezető iparvágány-csoport. Szintén 1982-ben készült el Kecskemét alsó állomás fölött a mai 541-es főút Halasi úti felüljárója. 1987-ben készült el Dabas vasútállomás épületének korszerűsítése. 1985 és 1987 között zajlott Kecskemét alsó állomás jelentős, elsősorban teherforgalmi célokat szolgáló bővítése. A vágányokat meghosszabbították és két burkolt rakodót építettek, illetve 1987-ben létesült a Külső Szegedi út vonalában álló vasbeton gyalogos felüljáró is. 1990 és 1992 között a Szegedi Igazgatóság által készített tervek alapján, a korábbi átalakításával és bővítésével valósult meg Ócsa új felvételi épülete. Az 1980-as évek közepén több éven át tartó pályafelújítás alatt készültek el azok a munkák, amelyek a következő két évtized során a vasútvonal működőképességét alapszinten szavatolták. Ezek közül a legjelentősebb a Dabastól Lajosmizséig tartó nyíltvonal, Ócsa állomás és a csatlakozó rövidebb vágányok átépítése volt. Ezeken később is fenn tudták tartani a 60 km/h-s sebességet, a rekonstrukcióból kimaradt részen azonban nem. Ez azonban az 1990-es években már nem folytatódott, így évtizedekre konzervált egy rendkívül kedvezőtlen állapotot: a fővároshoz közeli nagy utasszámú, elővárosin a vonatok jóval lassabban haladhatnak, mint a távoli, kevesebb utast vonzó szakaszokon.
A rendszerváltást megelőző években vetődött fel, hogy a vasútvonal Kecskemét belterületén átvezető nyomvonalát módosítják. Az elképzelés végül úgy konkretizálódott, hogy az M5-ös autópálya Kecskemétet elkerülő szakaszának építésével egy időben a vasútvonalat az autópálya külső peremén haladva vezetnék el a Fülöpszállási vasútvonalig, majd azon keresztül a kecskeméti nagyállomásig. Az elgondolás az évtized végére a megvalósulást megelőző fázisába lépett: 1990-ben már a tervezési munkák zajlottak. A rendszerváltást követő gazdasági átalakulás és az autópálya-építési program ideiglenes leállása a vasút-kihelyezési elképzeléseket előbb zárójelbe tette, majd feledésre is ítélte azokat. 
Az 1990-es évek a vasútvonal látványos műszaki hanyatlását hozták. Az évtized elején még kifutottak a szocialista időszakban megkezdett fejlesztések, aztán a vasútvonal egy majd másfél évtizeden át tartó leépülés állapotába került, amelynek ideje alatt a - 150-es vonalhoz hasonlóan - a budapesti elővárosi hálózat látványosan a legrosszabb pályaállapotával és gördülőállományával rendelkező vasútjává vált. Bizonyos években ezen a vonalon azonosították az összes fővárosba befutó vasútvonalon történt vandalizmusok több mint felét.
A vasútvonalon Lajosmizse és Kecskemét között a személyszállítás 2009. december 13-tól, a 2009/2010. évi menetrendváltástól szünetelt, de 2010. július 4-én napi két vonatpárral újraindult.

## Pálya
A Lajosmizse-Kecskemét szakaszt legutóbb 2004-2006 között építették át a Cegléd–Szeged-vasútvonalból származó használt (1962-es gyártású) anyagokkal. Az új pálya hézagnélkülire hegesztett 48 kg/m sínekből és T jelű vasbetonaljakból áll.

### Engedélyezettsebesség
| Kezdőpont          | Végpont         | Hossz [km] | Sebesség [km/h] |
| ------------------ | --------------- | ---------- | --------------- |
| Nyugati pályaudvar | Kőbánya-Kispest | 10,6       | 80              |
| Kőbánya-Kispest    | Kispest         | 3,4        | 60              |
| Kispest            | Dabas           | 34         | 40              |
| Dabas              | Kecskemét       | 50         | 60              |

## Forgalom
A vonal forgalmi szempontból két részre tagozódik. 

### Budapest és Lajosmizse között
Budapest és Lajosmizse között a hetvenes évek óta 2018-ig jellemzően 418-as sorozatú dízelmozdonyok által továbbított ingavonatok közlekedtek. Összeállításuk 2009-ig 1 darab BDdf 100-as sorozatú  vezérlőkocsi, és 3 korszerűsített Bhv személykocsi. 2008 után a mozdonyos vonatok mellett, előbb a kisebb forgalmú délelőtti, hétvégi időszakban megjelentek a MÁV korszerű motorvonatai is. Eleinte, 2009-ig a 6341 sorozatú motorkocsik dolgoztak a vonalon, majd 2009 szeptembere után a 6342 sorozatú motorkocsik továbbítanak számos vonatot. A motorvonatok a 2010-es évek közepére uralkodóvá váltak, a dízelmozdonyok által továbbított hagyományos vonatok száma napi egy-kettőre csökkent. A vonalszakaszon az elővárosi forgalomban jellemző ingázók (munkások és diákok) utaznak. A menetrendben 15 körüli vonatpár szerepel. 
Az M3-as metróvonal 1980-as megnyitása előtt a Lajosmizse felől érkező vonatok egészen a Nyugati pályaudvarig közlekedtek. Kőbánya-Kispest átszálló-állomás megnyitása után a Nyugati pályaudvarig bejáró vonatok száma folyamatosan csökkent, az 1990-es évekre már csak napi kettő közvetlen maradt. A 2008. decemberi menetrendváltástól a vonatok többsége ismét a Nyugatiba közlekedik. Az 1990-es évek végén a vasúttársaság e vonalon is kísérletezett a szűkebb értelemben vett agglomerációt kiszolgáló Kőbánya-Kispest–Dabas járatok bevezetésével, ezek néhány év alatt teljesen kiszorultak a menetrendből. 2011. április 3-tól napi egy pár újraindult ebből a járatból, ezúttal a Nyugati-Dabas viszonylatban. 2012. december 9-től, a 2012/2013. évi menetrend bevezetésével óránkénti ütemes menetrend lépett érvénybe. A dabasi járat megszűnt, helyette egy új, Táborfalva-Kőbánya-Kispest viszonylatú vonat indult a reggeli órákban.
2018. április 9-től a vonalon Siemens Desiro vonatok közlekedtek. 2019-től ismét közlekednek járműhiány miatt 418-as sorozatú dízelmozdony által továbbított Bhv kocsik BDdf 100-as vezérlővel. 2020. november 29-től járműátcsoportosítások miatt a Siemens Desiro vonatok helyett 11 év után ismét 6341-es sorozatú motorvonatok közlekednek a vonalon.

### Lajosmizse és Kecskemét között
A Lajosmizse-Kecskemét vonalszakasz menetrendileg elkülönül az északi szakasztól. Régebben létezett közvetlen Kecskemét-Lajosmizse-Budapest vonat, ám ezt megszüntették. Nyári időszakban a magányosan járó kocsik a kecskeméti strandra (Kecskemét-Máriaváros mrh.) igyekvők nagy száma miatt néha elégtelennek bizonyultak. A vonal mellett található nagyszámú tanya igen nagy megállósűrűséget, ám csak kicsi forgalmat jelentett és a Cegléd–Szeged-vasútvonalon Budapest irányában közlekedő InterCity-gyorsvonatok sem csatlakoztak ezen vonalrész vonataihoz. Az évek során a menetrendet egyre szűkítették, 2009-re mindössze 4 pár vonat maradt a vonalon. A vonalszakaszt 2009 decemberében a kicsi forgalomra hivatkozva a kormányzat bezáratta. A forgalom csak a választásokat követő kormányváltás után, 2010. július 4-én indulhatott el újra. A vonalszakasz forgalmát magukban közlekedő Bzmot motorkocsikkal bonyolítják le, az északi szakasz átépítéseinek idején (2012; 2015; 2017; 2018) modernebb motorvonatok is közlekednek menetrend szerinti járatként. A 2019-es menetrend szerint napi 2 pár vonat jár Lajosmizse és Kecskemét között.
2020. december 13-ától Kecskemét és Hetényegyháza között a kecskeméti elővárosi forgalomban napi 9 új vonatpárral bővült a menetrend (tehát itt összesen napi 11 vonatpár közlekedik), míg Hetényegyháza és Lajosmizse között napi 2 vonatpárral lehet utazni.
2022 szeptemberétől hétvégenként ismét közlekednek közvetlen járatok Budapest-Nyugati-Lajosmizse-Kecskemét viszonylatban. Ezek a járatok kiváltják hétvégére a napi 2 pár Kecskemét-Lajosmizse személyvonatot, így hétvégén csak a 3 pár S21 személyvonattal lehet utazni Kecskemét és Lajosmizse között. Kecskemét irányába egy plusz járat is közlekedik, így Kecskemétre 4 járattal juthatunk el, míg Budapestre csak hárommal.
2023. december 10-től feltételes megállási rend került bevezetésre Lajosmizse alsó, Klábertelep, Felsőméntelek, Méntelek, Alsóméntelek, Nagynyír, Úrihegy és Miklóstelep megállóhelyeken.

### Teherszállítás
A teherforgalom a vonal déli szakaszán rendszeres, a budapesti elővárosi zónában a MÁV Cargo 2008-as eladása után megszűnt. A déli szakaszon több olyan ipari üzem is található a vonal mellett, amely vasúton végzi a szállítást, erről a szakaszról Kecskemétre továbbítják a tehervonatokat. A Kecskeméten és környékén működő vállalkozások számára Kecskemét-Alsón folyik rakodás, de Lajosmizsén és Táborfalván is megfordulnak tehervonatok. A vonal északabbi szakaszán Ócsán, Örkényen és Dabason a MÁV Cargo 2008-as eladása után megszűnt a teherforgalom, Kispest állomáson pedig a Lőrinci Hengermű 2012-es bezárásakor járt utoljára tehervonat.

## Fejlesztések
A Kecskeméten létesült Mercedes gyár Just-in-time (mindent épp időben) logisztikája mindig megbízható és pontos vasúti kiszolgálást igényel. Az autó- és nyersanyag valamint alkatrész szállító vonatok Cegléd felé a 140-es vonalon közlekednek, de forgalmi zavar esetére szükséges egy kerülő útirány is, amely a 142-es lajosmizsei vonal lesz. A terveknek megfelelően még 2011 nyarán megindult a vasútvonal nagyobb léptékű átépítése. A vonal kapacitásának bővítésére Gyál illetve Inárcs-Kakucs állomásokat újra alkalmassá tették vonatkeresztezések lebonyolítására. A munkálatokat 2012 szeptemberére fejezték be. Ezzel a lépéssel csökkent a menetidő és a zavarérzékenység. 2015 nyarán a pályavasút megkezdte a leromlott állapotú Kőbánya-Kispest és Kispest állomások közötti vonalszakasz átépítését. Továbbra is tervezik a legrosszabb állapotú Kispest–Ócsa szakasz rendbe tételét valamint a teljes pálya villamosítását.
2020 augusztusában Vitézy Dávid, a Budapesti Fejlesztési Központ vezérigazgatója ugyancsak jelezte, hogy a felújításhoz és villamosításhoz szükséges tervek elkészítése megkezdődik.

## Járatok
A lista a 2022–2023-as menetrend adatait tartalmazza.
| Vonat          | Útvonal                                                    |                |
| személyvonatok | személyvonatok                                             | személyvonatok |
| -------------- | ---------------------------------------------------------- | -------------- |
| S21            | Budapest-Nyugati – Ócsa – Dabas (– Lajosmizse – Kecskemét) |                |
| S210           | (Lajosmizse –) Hetényegyháza – Kecskemét                   |                |

## Állomások és megállóhelyek

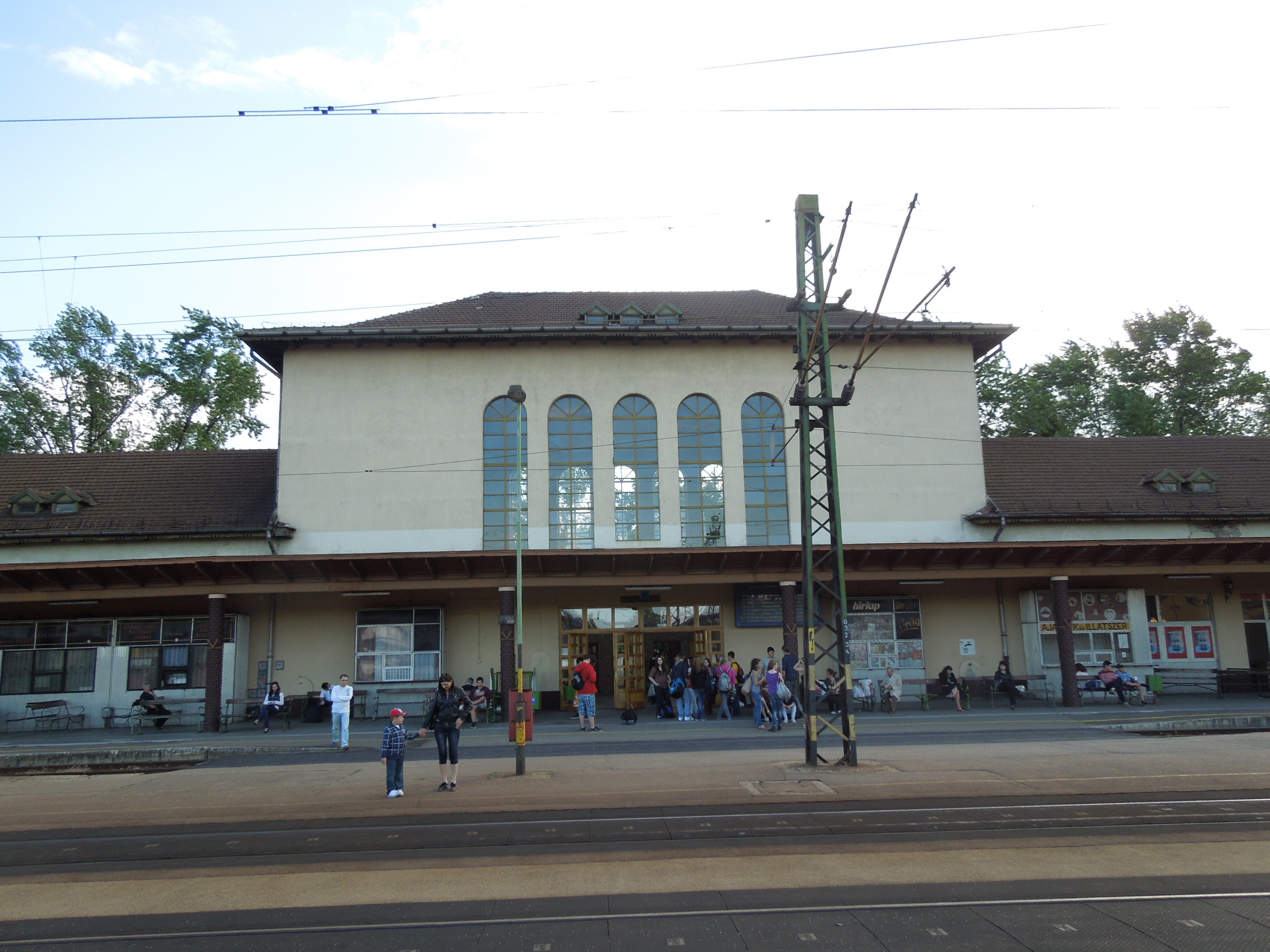
Kecskemét vasútállomás
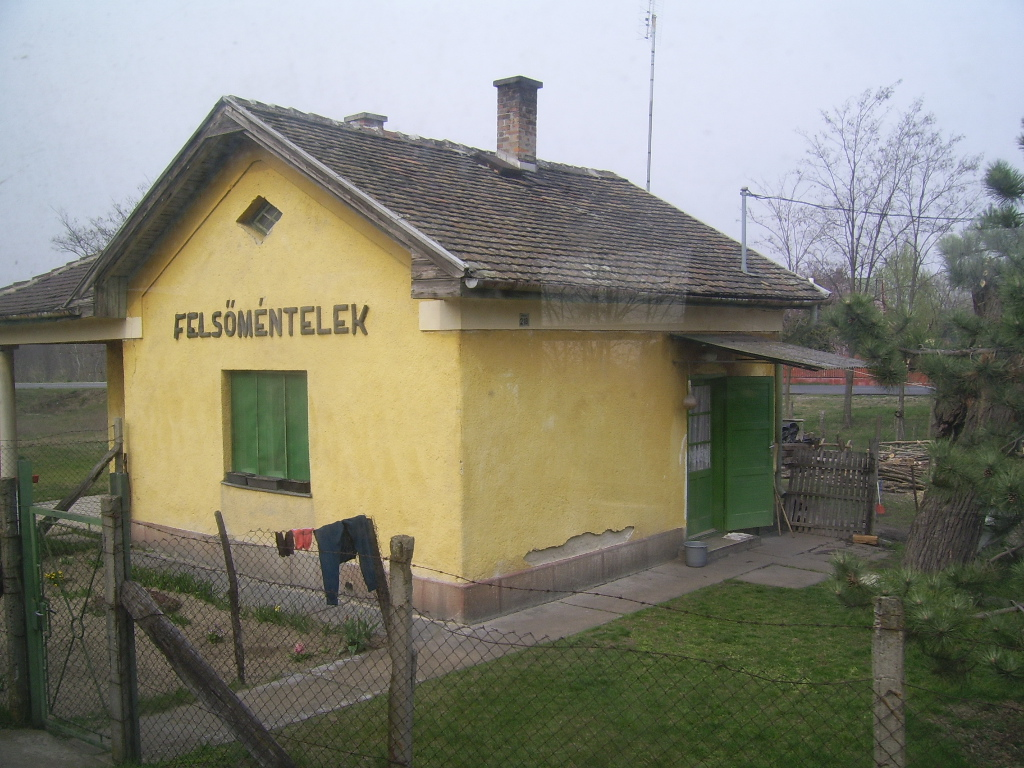
Felsőméntelek
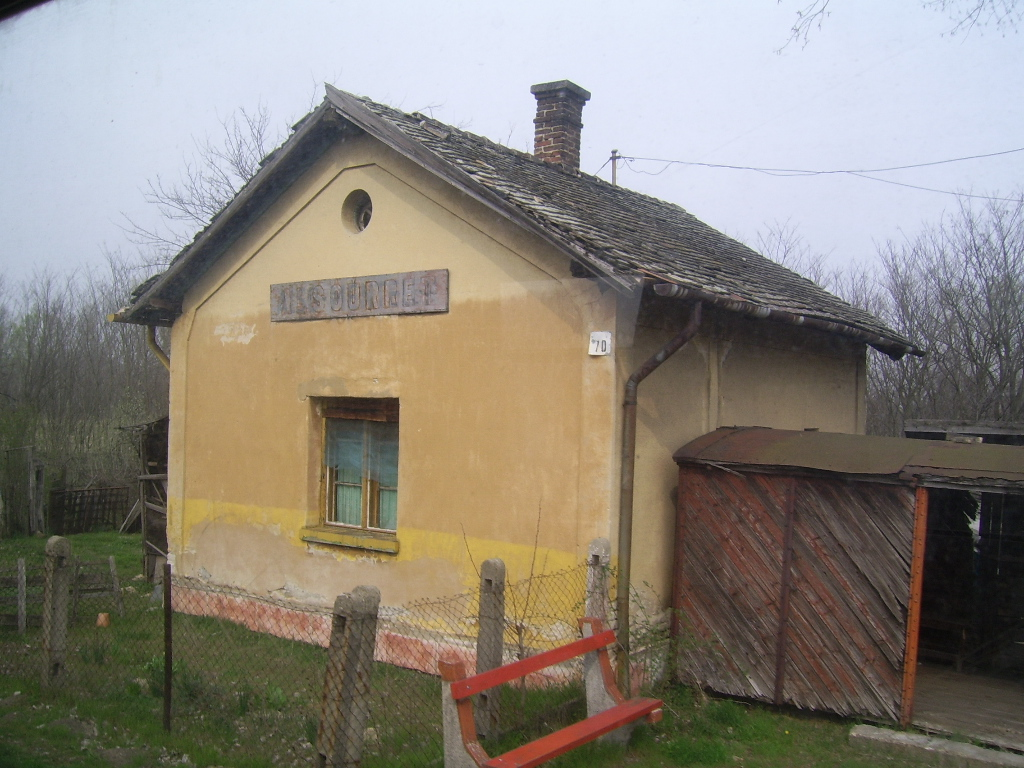
Alsóméntelek
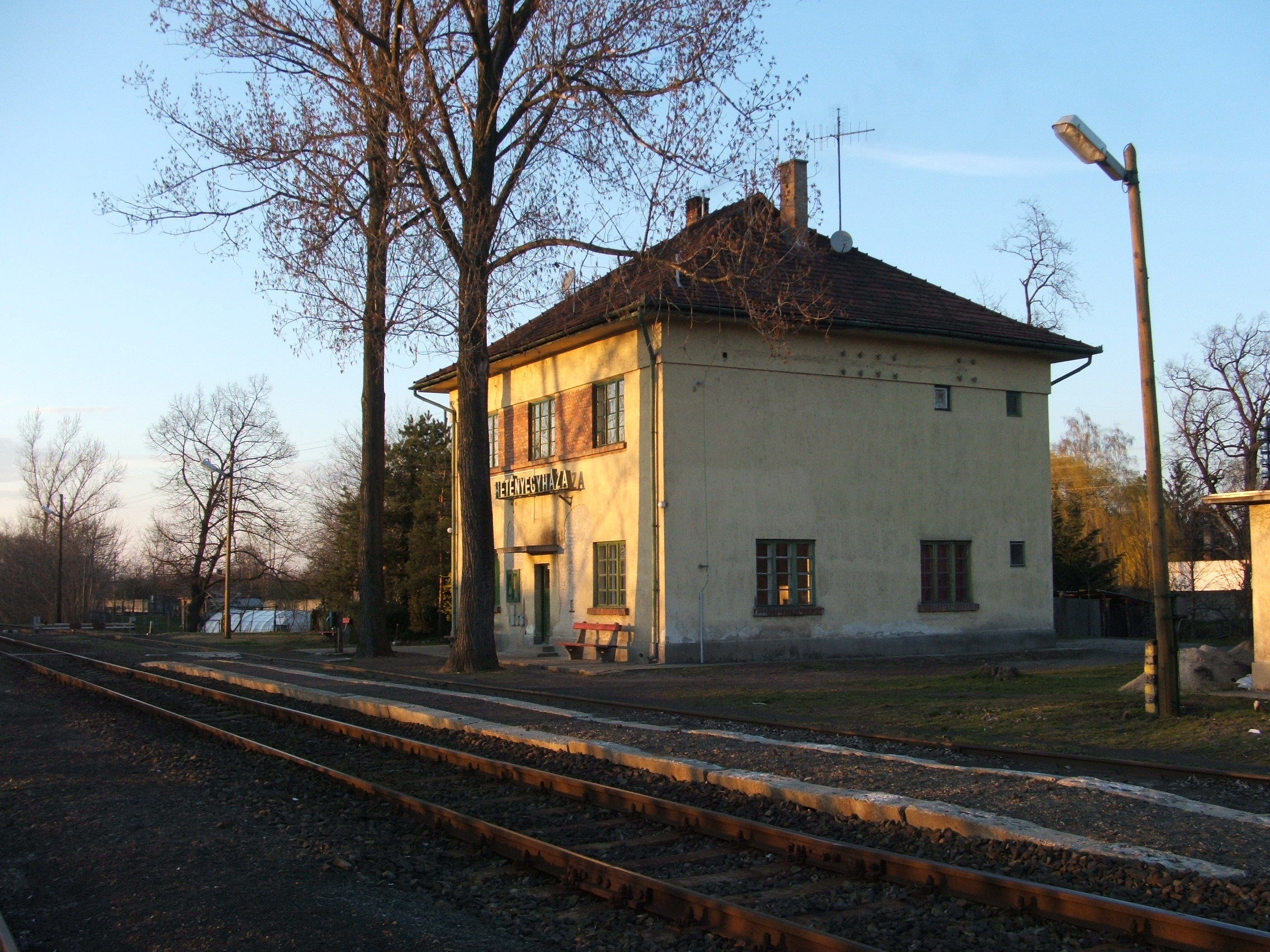
Hetényegyháza
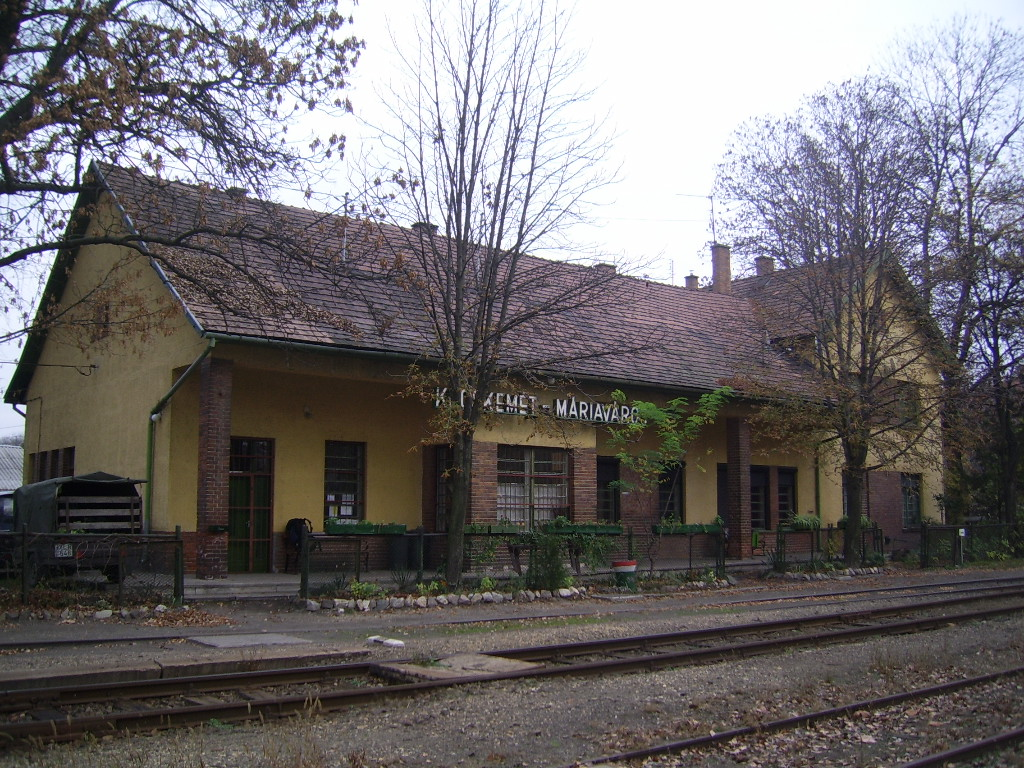
Kecskemét-Máriaváros
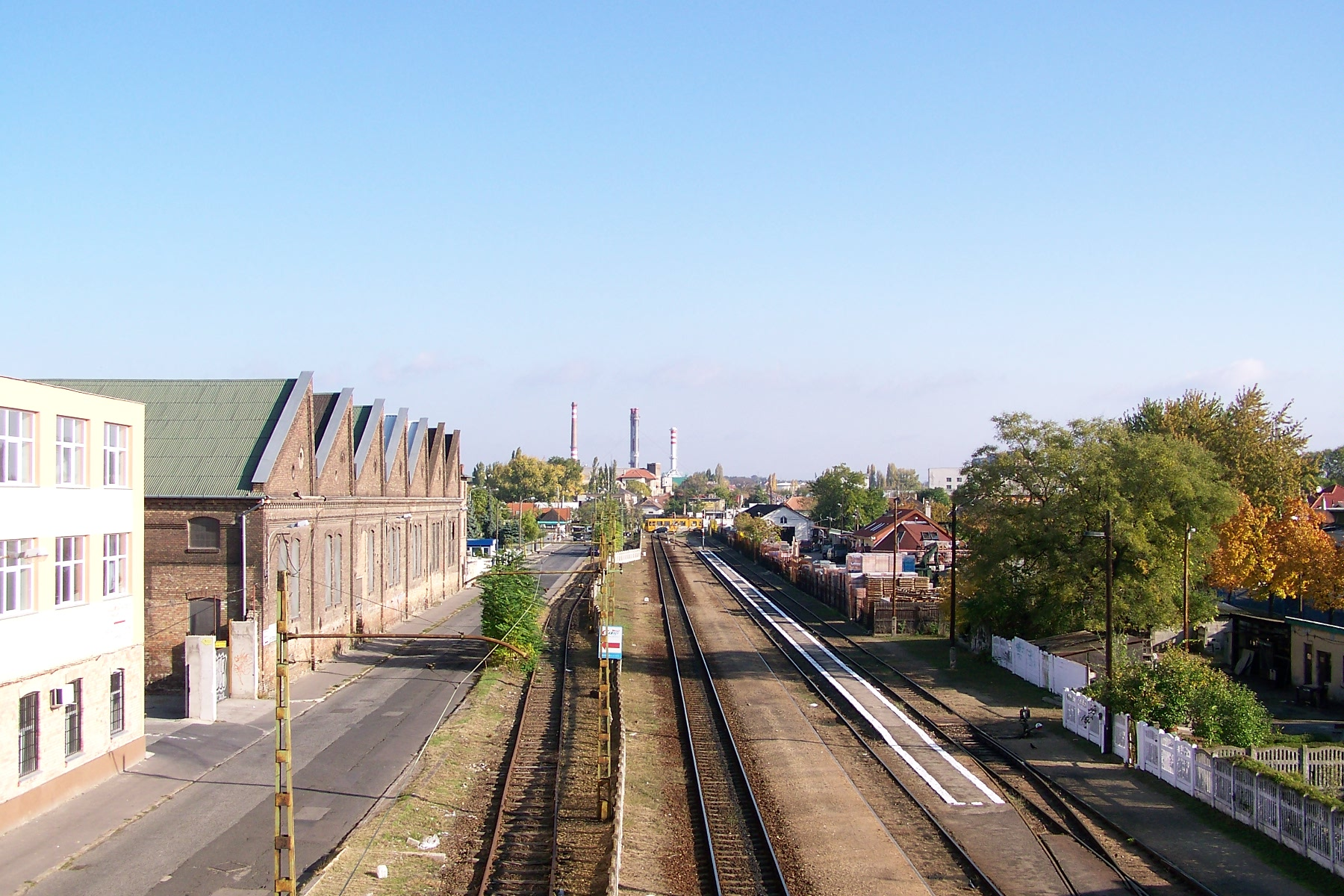
Kispest
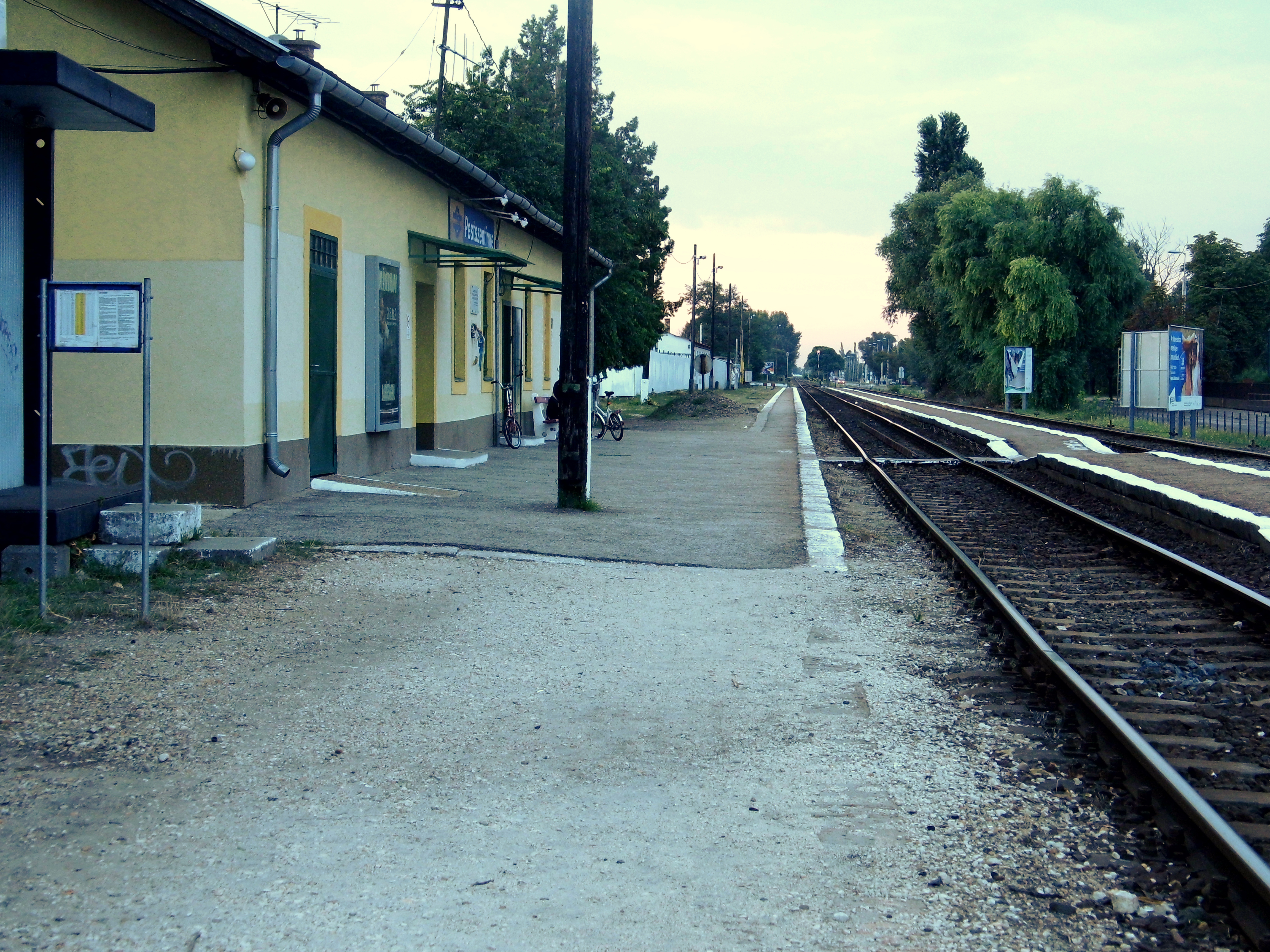
Pestszentimre
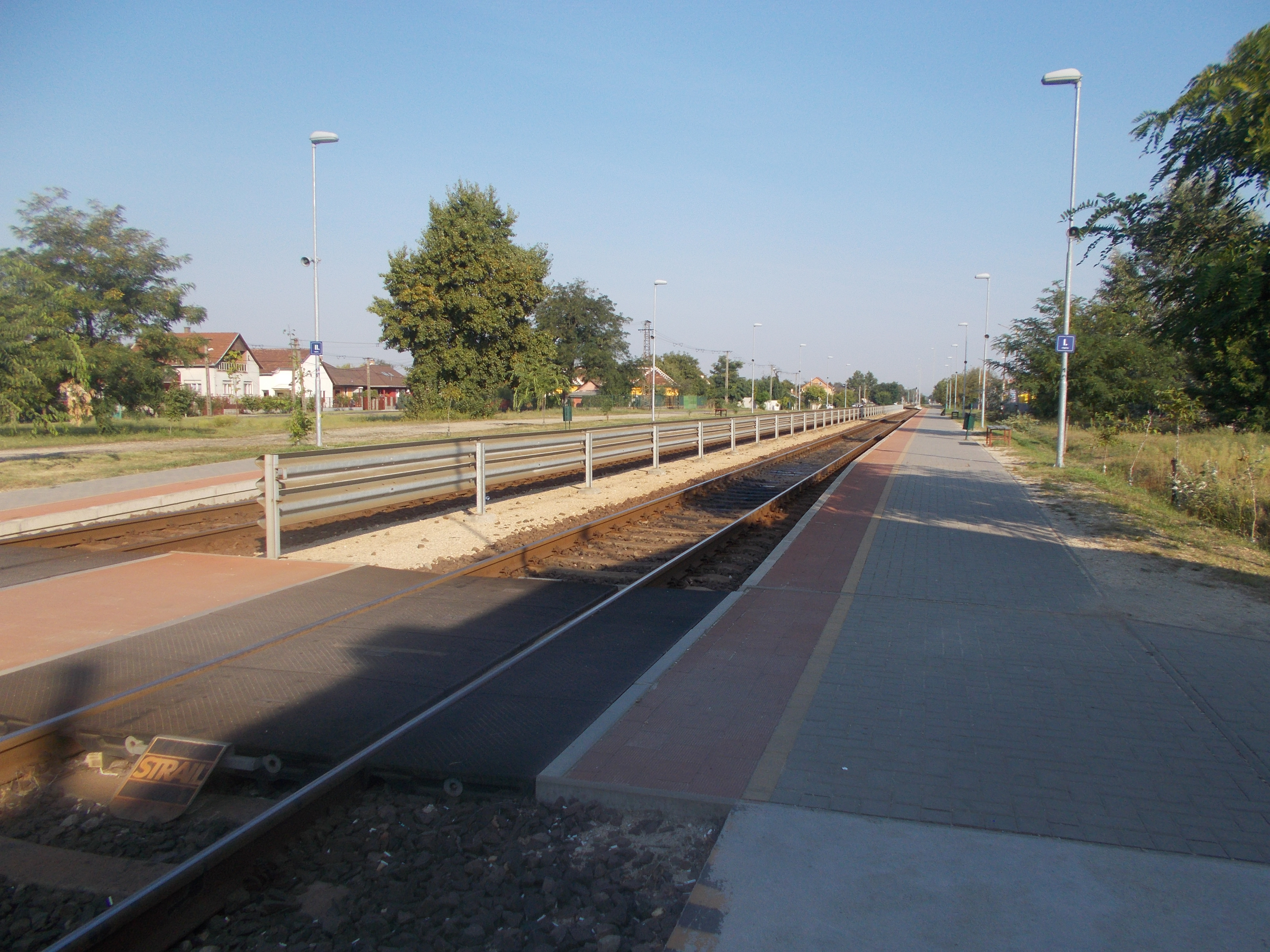
Gyál
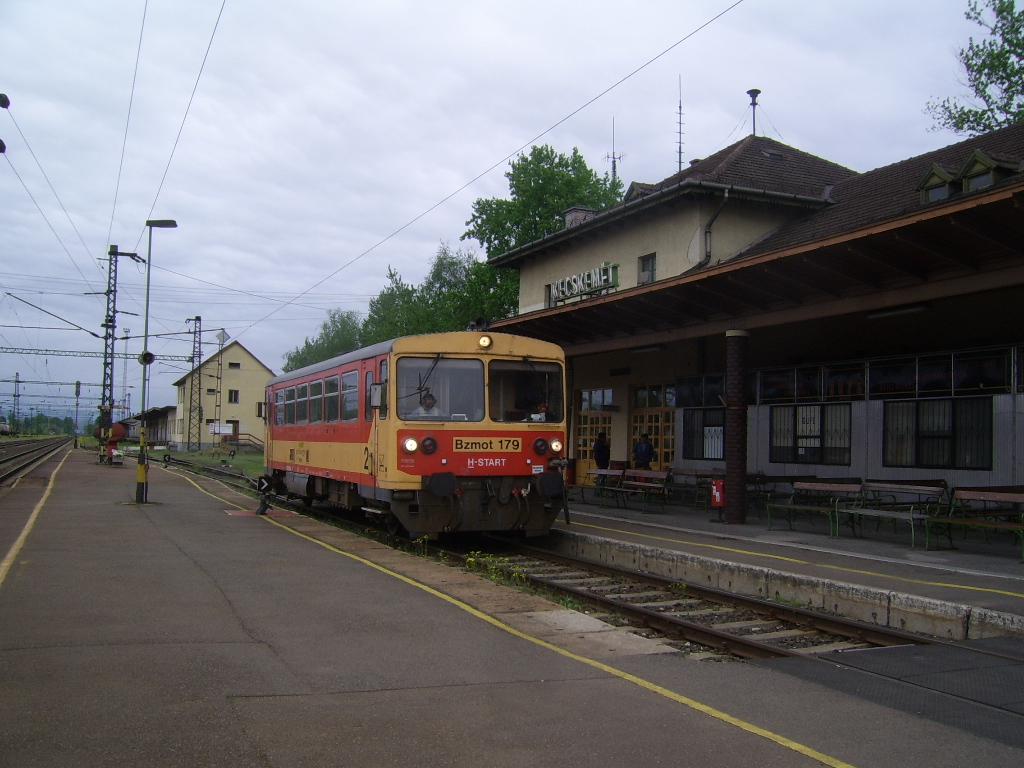
A Lajosmizse-Kecskemét vonat érkezése Kecskemétre
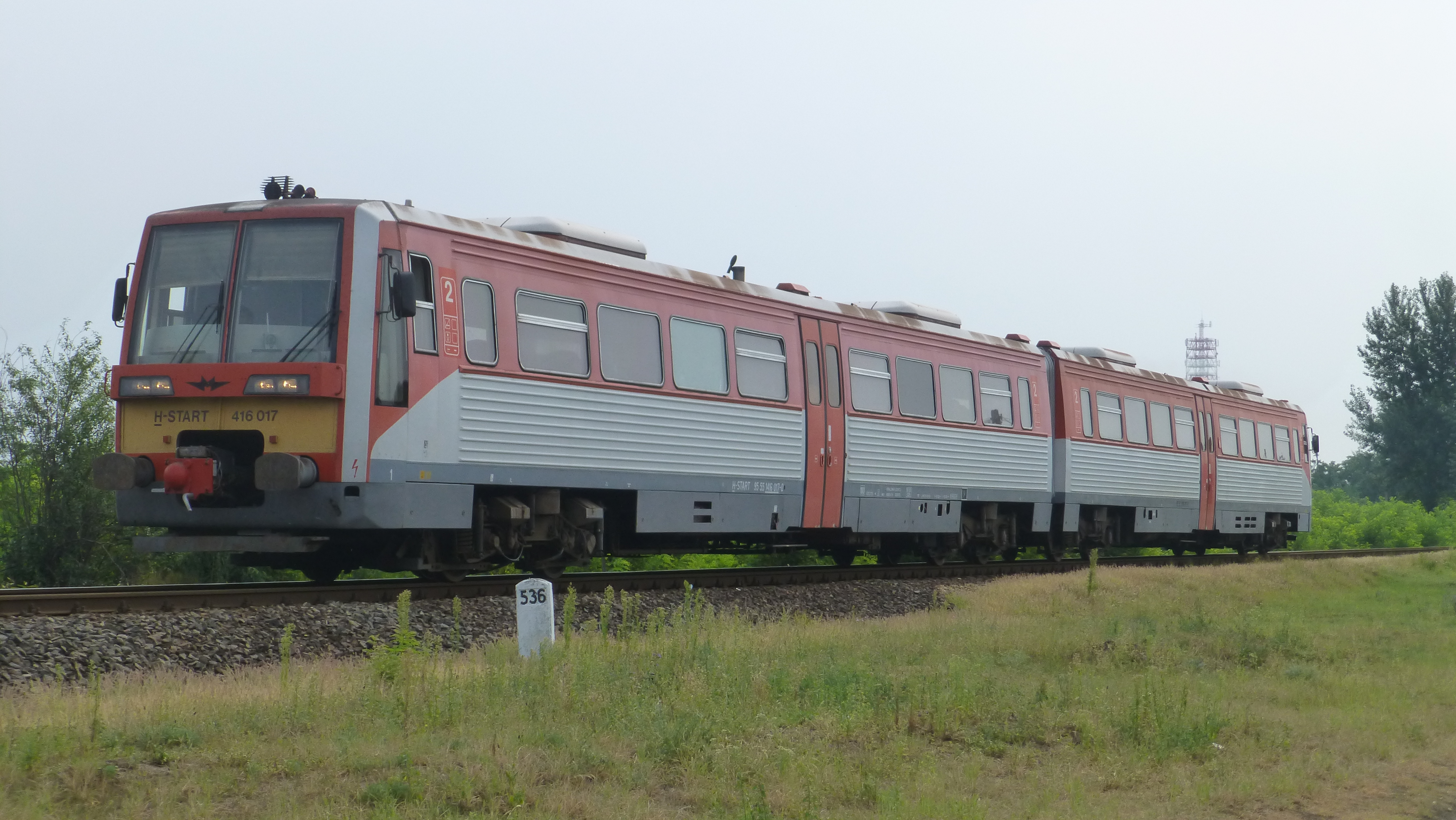
Uzsgyi motorvonat Örkény határában
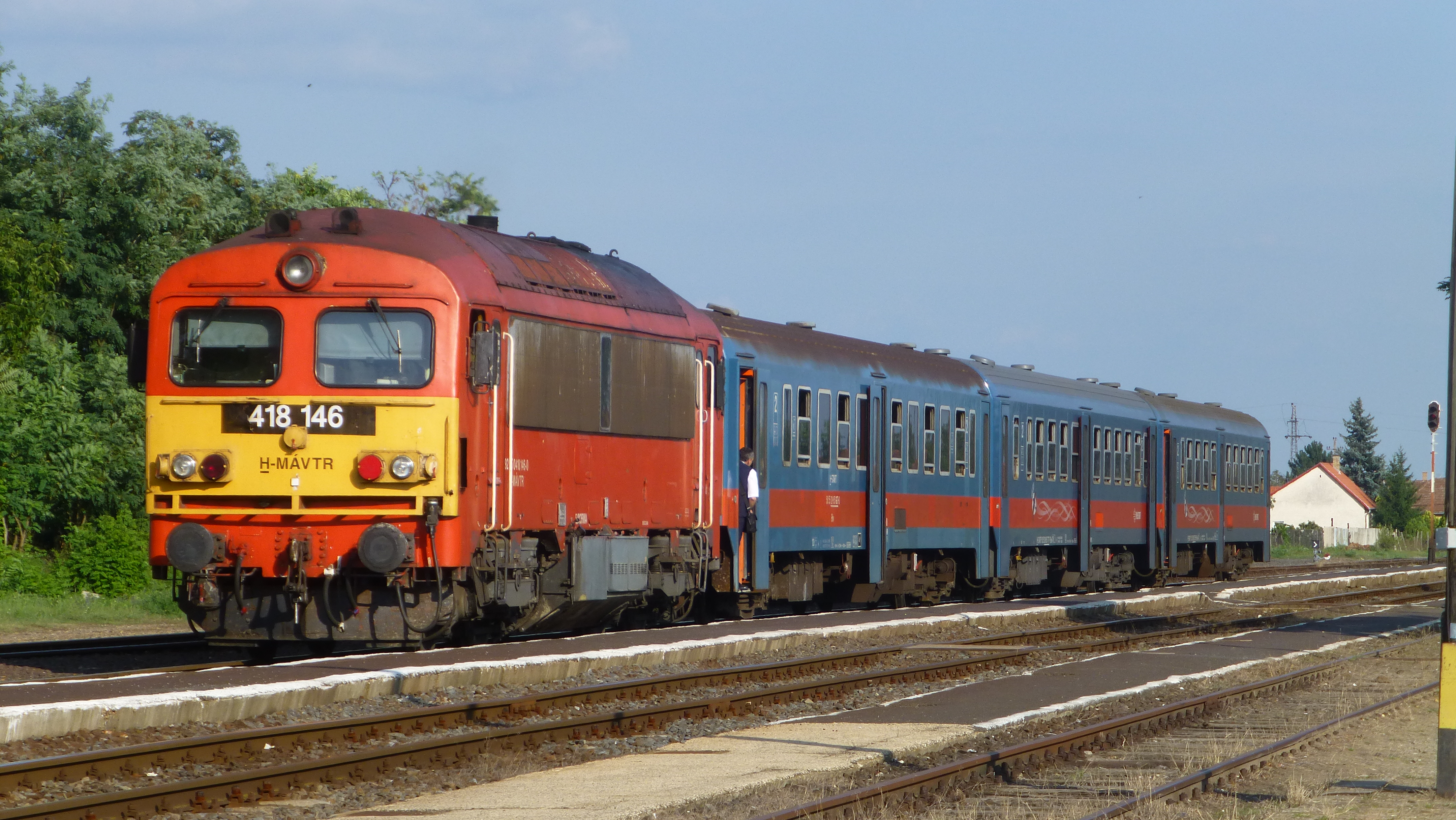
Személyvonat  Örkényen

## Balesetek
A vonal történetének legsúlyosabb balesete a Pestimrei vasúti baleset volt. 1966 januárjában Gyál-Felső megállóhely közelében egy tehervonat és egy személyvonat rohant egymásba.

## Érdekességek
A vasútvonal bejárható virtuálisan a Microsoft Train Simulator játékkal is, ha letöltjük az Alföld nevű magyar kiegészítőt hozzá.